# Andrax
Andrax es una serie de fantasía heroica desarrollada por el guionista Miguel Cussó y el dibujante Jordi Bernet para la agencia Bardon Art a partir de 1974.

## Creación y trayectoria editorial
Justo después de Wat 69, Jordi Macabich, director de Bardon Art, propuso a Miguel Cussó y Jordi Bernet la creación de otra serie, esta vez con un componente de ciencia ficción.
Se dirigía ésta al mercado alemán, siendo serializada a partir de enero de 1974 en la revista "Primo" de Rolf Kauka hasta constituir álbumes de 45 páginas. Suponía ello para Bernet un ritmo de dibujo de 2 o 3 páginas diarias. Adoptó luego el formato de Pocket Book de 92 páginas.
Con la asociación de Kauka con la editorial Coral, Andrax pasó a publicarse en la revista "Zack" hasta que dicha sociedad se rompió. Gozaba para entonces de versiones en portugués ("O Grillo") e italiano.
En España, la serie fue publicada en formato comic book dentro de la colección Calidad en Comics T  (12 números) por parte de Toutain Editor en 1988 y por Planeta DeAgostini en 1997 (14 números y con portadas diferentes a la 1ª edición).

## Serialización
La serie consta de los siguientes capítulos:
| Número | Título                   | Título en otras versiones | Publicación |
| --- | ------------------------ | ------------------------- | ----------- |
| 1 | «A través de los siglos» | —                         | 01/1974     |
| Argumento: El doctor Magor y su ayudante Ingrid secuestran a Andrax, un atleta que triunfa en los Juegos Olímpicos de Barcelona 92 y lo someten a un proceso de hibernación. 2000 años después, Andrax despierta en un mundo extrañamente primitivo en el que escapa de los nictálopes que intentan sacrificarlo a la araña gigante "Sharka" solo para ser sometido a la esclavitud por Holernes, rey de los Kaunas. Dirige luego la defensa de los licenios contra los Kaunas, derrotándolos, y parte con Holernes en un viaje marítimo para descubrir el origen de este mundo. |                          |                           |             |
| 2 | —                        | —                         | —           |
| Argumento: |                          |                           |             |

## Valoración
"Andrax" parte de un planteamiento poco original, pero consigue interesar a su público objetivo (lectores de 8 a 15 años), con su acción desbordante y su estilizado grafismo.